# Hirakava Rjó
Hirakava Rjó (angolos átírással Ryō Hirakawa) (Kure, 1994. március 7. –) japán autóversenyző, a 2022-es Le Mans-i 24 órás verseny győztese.

## Pályafutása
Meglehetősen későn, tizenhárom évesen kezdett el gokartozni. 2011-ben, 17 évesen ő lett a Japán Formula 4 Bajnokság legfiatalabb győztese. 2013-ban Japán legnépszerűbb formaautós sorozatában a Super Formulában indult. Ugyan ebben az évben az IndyCar-ban is tesztelt. 2015-ig maradt a Super Formula sorozatban, majd a Super GT túraautó-bajnokság versenyzője lett.
2017-ben az új Lexus LC500 autója sikeresnek bizonyult, meg is nyerte vele a bajnokságot.
2022-ben a Toyota Gazoo Racing felhívta, hogy versenyezzen a hosszú távú világbajnokságban. Ebben az évben megnyerte a Le Mans-i 24 órás versenyt, Sebastian Buemivel és Brendon Hartley-val együtt. 2023-ban maradt a Toyota Gazoo Racingnél, azonban egy stratégiai hiba miatt meg kellett elégednie egy ezüstéremmel Le Mans-ban.

### Teljes Formula–1-es eredménysorozata
(Táblázat értelmezése)

(Félkövér: pole-pozícióból indult; dőlt: leggyorsabb kört futott) 

| Év   | Csapat  | 1   | 2   | 3      | 4      | 5   | 6   | 7   | 8   | 9      | 10  | 11  | 12  | 13  | 14  | 15  | 16  | 17  | 18  | 19  | 20  | 21  | 22  | 23  | 24     | Helyezés | Pont |
| ---- | ------- | --- | --- | ------ | ------ | --- | --- | --- | --- | ------ | --- | --- | --- | --- | --- | --- | --- | --- | --- | --- | --- | --- | --- | --- | ------ | -------- | ---- |
| 2024 | McLaren | BHR | SAU | AUS    | JPN    | CHN | MIA | EMI | MON | CAN    | ESP | AUT | GBR | HUN | BEL | NED | ITA | AZE | SIN | USA | MEX | BRA | LVS | QAT | UAE Tp | —        | —    |
| 2025 | Alpine  | AUS | CHN | JPN Tp |        |     |     |     |     |        |     |     |     |     |     |     |     |     |     |     |     |     |     |     |        | —        | —    |
| 2025 | Haas    |     |     |        | BHR Tp | SAU | MIA | EMI | MON | ESP Tp | CAN | AUT | GBR | BEL | HUN | NED | ITA | AZE | SIN | USA | MEX | BRA | LVS | QAT | UAE    | —        | —    |